# Varcia venosa
Varcia venosa är en insektsart som först beskrevs av Walker 1870.  Varcia venosa ingår i släktet Varcia och familjen Nogodinidae. Inga underarter finns listade i Catalogue of Life.